# Římskokatolická farnost Neustupov
Římskokatolická farnost Neustupov je územním společenstvím římských katolíků v rámci táborského vikariátu českobudějovické diecéze.

## Historie
Plebánie je v Neustupově připomínána již k roku 1364 (plebán Jan), matriky od roku 1603. Farní kostel je původně románský, loď sklenuta v 17. stol., sakristie přistavěna r. 1757, vnitřní výzdoba barokní. Věž v 19. století přestavěna (s hodinami), později se opět vrátil původní románský vzhled s dvěma řadami oken a bez věžních hodin. Ve věži jsou dva starobylé zvony: sv. Václav (z roku 1548) a sv. Kateřina (z roku 1558), které se i přes hrozbu zabavení pro válečné účely dochovaly dodnes a mají nádherný zvuk. V roce 2004 byly zvony převedeny na elektrický pohon.
V kostele jsou vzácné náhrobky rodu Malovců, Vidláků ze Slavkova a Kaplířů ze Sulevic ze 16. století a před kostelem potom hrobka urozeného rodu Rombaldů z 19. století.

### Starší názvy
- německy: Neustupow
- latinsky: Neo-stupovium

### Duchovní správci
Posledním farářem v Neustupově byl P. Tomšů. Počínaje jeho nástupci je farnost spravována administrátorem excurrendo vždy z nějaké větší okolní farnosti.
- P. František Veselý, farář-děkan v Mladé Vožici (do roku 1990)
- P. Martin Weis, farář v Borotíně (1991–2000), v současnosti profesor církevních dějin Teologické fakulty v Českých Budějovicích
- P. Jacek Zyzak, MS, administrátor v Mladé Vožici (2000–2008), v současnosti administrátor farnosti Mělník
- P. Mag. theol. Stanislav Brožka, farní vikář v Táboře (2009–2011), v současnosti studuje postgraduální studium v Římě
- P. Ing. Mgr. Jan Kuník, administrátor v Chotovinách (2009–2011)
- P. Vladimír Koranda, administrátor v Chotovinách (od roku 2011)

### Kostely ve farnosti
| Kostel                  | Místo       | Bohoslužba                                          |
| ----------------------- | ----------- | --------------------------------------------------- |
| Nanebevzetí Panny Marie | Neustupov   | neděle 11:30 (střídá se bohoslužba slova a mše sv.) |
| sv. Havla               | Oldřichovec | -                                                   |

### Hřbitov
Původní hřbitov býval tradičně kolem kostela. V polovině 19. století však již přestal dostačovat, a tak bylo od Čeňka Vaňka zakoupeno pole nad Neustupovem a vystavěn zde hřbitov nový. vysvěcen byl děkanem Janem Tischerem 30. května 1869. V roce 1893 byla postavena nová márnice s věžičkou a zvonem. Hraběcí rod Aichelburgů si potom v roce 1907 na hřbitově postavil hrobku s kaplí sv. Kříže. Jsou zde pochováni hrabě Vladimír Aichelburg († 1911), jeho žena Helena († 1919), syn Artuš Aichelburg, jeho žena Marie a jejich dcera Helena Svobodová.